# Emilian Hamerník
Emilian Hamerník (9. března 1922 Chlum u Třeboně – 27. října 1997) byl český a československý politik KSČ, za normalizace poslanec České národní rady a ministr práce a sociálních věcí České socialistické republiky.

## Biografie
V září 1969 byl jmenován členem české vlády Josefa Kempného a Josefa Korčáka jako ministr práce a sociálních věcí. Na postu setrval i v následující druhé vládě Josefa Korčáka, třetí vládě Josefa Korčáka a čtvrté vládě Josefa Korčáka až do června 1986. V roce 1982 mu byl k jeho 60. narozeninám propůjčen Řád Vítězného února.
Dlouhodobě zasedal v České národní radě, kam byl poprvé zvolen ve volbách roku 1971. Mandát poslance ČNR obhájil ve volbách roku 1976, volbách roku 1981 a volbách roku 1986 (volební obvod Jihočeský kraj). Po sametové revoluci byl počátkem února 1990 odvolán z poslaneckého křesla v rámci procesu kooptace do ČNR.